# 2002年の政治
< 2001年 | 2002年の政治 | 2003年 >
2002年の政治（2002ねんのせいじ）では、2002年（平成14年）の政治分野で起きた出来事についてまとめる。
国旗が無い記述は、日本における出来事である。

## 出来事

### 1月
- 29日
  - 小泉純一郎総理は事務方と答弁が食い違い対立していた田中眞紀子外務大臣を更迭した。
  -  ジョージ・W・ブッシュ米大統が一般教書演説において、北朝鮮、イラン、イラクの3か国を悪の枢軸として名指しで批判。
- 31日 - 民主党の大橋巨泉参議院議員が党との意見相違を理由に議員辞職。

### 2月
- 1日 - 田中眞紀子の後任の外務大臣に川口順子環境大臣が、新環境大臣に大木浩がそれぞれ就任。
- 4日 - NGO出席問題を巡って田中眞紀子前外務大臣と対立していた鈴木宗男が小泉総理の求めに応じる形で衆議院議院運営委員長を辞任。
- 6日 - 民主党の鹿野道彦衆議院議員が、9年間にわたり親族が経営する企業に秘書の給与を肩代わりさせていたことが発覚したことを受け離党。

### 3月
- 3日 -  スイスにて国際連合へ加盟することの是非を問う国民投票が行われ、賛成が反対を僅差で上回り可決[1]。
- 4日 - 圓藤寿穂徳島県知事が業際研事件に絡み収賄罪で容疑で逮捕された。
- 15日 - 自由民主党の鈴木宗男衆議院議員が離党。
- 17日 -  ポルトガル議会選挙。社会民主党が第一党となったものの過半数は得られず、第三党人民党と連立を組むこととなった。
- 18日 - 加藤紘一自民党元幹事長が前事務所代表の脱税事件容疑での逮捕を受け自民党を離党。
- 28日 - 社会民主党の辻元清美衆議院議員が秘書給与流用問題の責任を取り議員辞職。
- 31日
  - 横浜市長選挙投開票。無所属で前衆議院議員の中田宏が、4期目を目指す現職の高秀秀信を僅差で破り当選。
  -  ウクライナ最高議会選挙。ヴィクトル・ユシチェンコ前首相率いる選挙連合我らのウクライナ（英語版）が第一党となった。
  - 数々の汚職疑惑が浮上していた鈴木宗男前衆議院議院運営委員長が衆議院予算委員会において証人喚問を受けた。

### 4月
- 9日 - 加藤紘一元自民党幹事長が元事務所代表の脱税疑惑や自身の政治資金流用問題の責任を取り、議員辞職。
- 21日 -  フランス大統領選挙第1回投票。現職のジャック・シラクと右派政党国民戦線のジャン＝マリー・ル・ペンが決選投票に進出。
- 22日 - 井上裕参議院議長が、自身の公設秘書の鎌ケ谷市汚職事件への関与が発覚したことを受け引責辞任。5月8日にはさらに議員辞職した。
- 28日
  - 国会議員の前期補欠選挙
    - 衆議院和歌山県第2区補欠選挙で自民党公認の石田真敏が無所属の岸本健らを破り当選。
    - 参議院新潟県選挙区補欠選挙で新潟方式で立候補した黒岩宇洋が当選。

### 5月
- 5日 -  フランス大統領選挙決選投票。現職のジャック・シラクが82.21%の得票で右派政党国民戦線のジャン＝マリー・ル・ペンに圧勝。
- 20日 -  東ティモールが主権国家として独立。
- 26日 - コロンビア大統領選挙（英語版）。第1次投票で53%の票を得たアルバロ・ウリベが当選。

### 6月
- 15日 -  チェコ下院選挙。チェコ社会民主党が70議席を得て第一党を維持。
- 16日 -  フランス議会総選挙。与党国民運動連合が6割以上の議席を占めて圧勝。
- 19日 - あっせん収賄容疑を理由として鈴木宗男衆議院議員に対する逮捕許諾請求が衆議院本会議にて可決され、その後逮捕された。
- 21日 - 衆議院本会議で鈴木宗男衆議院議員に対する議員辞職勧告決議が可決。しかし、議員辞職はしなかった。

### 7月
- 6日 -  アフガニスタン暫定政府のハジ・アブドゥル・カディール副大統領が暗殺された。
- 9日 -  アフリカ連合(AU)発足。
- 18日 - 辻元清美前衆議院議員や元政策秘書、指南役の土井たか子党首の元秘書ら4人が秘書給与を詐取した容疑で警視庁に逮捕された。
- 20日 - 鈴木宗男衆議院議員があっせん収賄罪で起訴された。

### 8月
- 9日 - 田中眞紀子衆議院議員が公設秘書給与流出疑惑の責任を取り、議員辞職。

### 9月
- 10日 -  スイスが国際連合に加盟[1]。
- 13日 - 鈴木宗男衆議院議員が議院証言法違反と政治資金規正法違反の罪で起訴された。
- 21日 -  スロバキア国民議会選挙。民主スロバキア運動は第一党となったものの連立相手がおらず野党となり、ミクラーシュ・ズリンダ首相率いる第二党スロバキア民主連立が中道右派3党とともに第二次ズリンダ連立内閣を発足させた。
- 22日 -  2002年ドイツ連邦議会選挙投票。与党社会民主党と野党キリスト教民主・社会同盟の得票率が共に並ぶ大接戦となったが、社会民主党が野党を4議席上回り第一党を維持。
- 23日 - 民主党代表選挙。現職の鳩山由紀夫代表が決選投票にて菅直人前代表を12pt差で破り3選[2]。
- 30日 - 小泉純一郎首相が内閣改造・自民党役員人事を実施。これにより第1次小泉第1次改造内閣が発足。

### 10月
- 25日 - 民主党の石井紘基衆議院議員が山口組系右翼団体の男に刺され殺害された。
- 28日
  - 国会議員の後期補欠選挙
    - 衆議院山形県第4区補欠選挙で民主党公認の斉藤淳が当選。
    - 衆議院神奈川県第8区補欠選挙で無所属の江田憲司が自民党公認の山際大志郎や民主党公認の折田明子らを大差で破り当選。
    - 衆議院新潟県第5区補欠選挙で自民党・公明党・保守党推薦の元職星野行男が当選。
    - 衆議院大阪府第10区補欠選挙で自民党公認・公明党・保守党推薦の松浪健太が当選。
    - 衆議院福岡県第6区補欠選挙で自民党公認・公明党・保守党推薦の荒巻隆三が当選。
    - 参議院千葉県選挙区補欠選挙で自民党公認・公明党・保守党推薦の椎名一保が当選。
    - 参議院鳥取県選挙区補欠選挙で自民党推薦の田村耕太郎が自民党鳥取県議らの支援を受ける藤井省三元鳥取県議会議長との保守党分裂選挙を3712票差の僅差で制し当選。

### 11月
- 17日 -  沖縄県知事選挙投開票。現職で自民・公明・保守の推薦を受ける稲嶺惠一が、社民・社大・自由連合の推薦を受ける吉元政矩元副知事ら新人候補を大差で下し再選。

### 12月
- 10日 - 民主党の鳩山由紀夫代表が、自由党との合併構想（民由合併）の表明により党内混乱を招いた責任を取り辞任。
- 19日 -  韓国大統領選挙。金大中大統領の政策を継承する盧武鉉が2位の李会昌に得票率2.32%の僅差で勝利。
- 22日 -  リトアニア大統領選挙第1回投票。現職のヴァルダス・アダムクスが最も多くの票を集めたが過半数には届かず、ロランダス・パクサス元首相と共に決選投票へ進んだ。また同日に地方議会選挙の投票もおこなわれ、こちらは社会民主党が332議席を獲得し第1党となった。
- 25日 - 民主党を離党した熊谷弘前民主党副代表ら5名の参加を受け入れるため、保守党を解党し、保守新党を結成[3]。

## 死去
- 1月12日 - サイラス・ヴァンス： 第57代アメリカ合衆国国務長官（* 1917年）
- 1月23日 - 岸本光造：自由民主党衆議院議員（* 1940年）
- 2月14日 - アブドゥール・ラフマン： アフガニスタン航空観光大臣（* 1953年）
- 2月22日 - ジョナス・サヴィンビ： アンゴラ全面独立民族同盟指導者（* 1934年）
- 4月17日 - 坂野重信：自由民主党衆議院議員、第37・38代自治大臣、第20代自由民主党参議院議員会長（* 1917年）
- 5月6日 - ピム・フォルタイン： ピム・フォルタイン党（英語版）党首（* 1948年）
- 7月6日 - ハジ・アブドゥル・カディール： アフガニスタン副大統領（* 1951年）
- 7月14日 - ホアキン・バラゲール： 元ドミニカ共和国大統領（* 1906年）
- 9月6日 - 古賀正浩：自由民主党衆議院議員（* 1934年）
- 10月25日 - 石井紘基：民主党衆議院議員（* 1940年）
- 11月6日 - 秦野章：元自由民主党参議院議員、第41代法務大臣（* 1911年）
- 12月5日 - ネ・ウィン： 元ビルマ（現ミャンマー）大統領（* 1911年）
- 12月28日 - 松浦功：元自由民主党参議院議員、第63代法務大臣（* 1923年）